# La nueva isla del tesoro
La nueva isla del tesoro (新宝島, Shin Takarajima) es un manga escrito por Osamu Tezuka, publicado en Japón el 1 de abril de 1947 por la editorial Ikuei.

## Sinopsis
El manga está ligeramente basado en la novela "La isla del tesoro", de Robert Louis Stevenson. Narra la historia de la búsqueda de un tesoro por un pequeño niño llamado Pete, que lo encuentra después de enfrentarse con piratas y caníbales, con la ayuda de su perro y Tarzán.

## Publicación
La nueva isla del tesoro tuvo un gran éxito en el momento de su publicación, vendiéndose 400.000 ejemplares e iniciando el éxito de la carrera de Tezuka. El estilo presenta ciertas similitudes con las animaciones americanas (en particular con las de los hermanos Fleischer y Walt Disney).
La versión original fue publicada por Ikuei el 1 de abril de 1947 en formato akahon, y reeditado más tarde dos veces; la primera en 2009, por Shōgakukan y la segunda en 2012, por Kōdansha.
Fue recopilado en un único volumen.